# Villa de Etla
Villa de Etla är en ort i Mexiko.   Den ligger i kommunen Villa de Etla och delstaten Oaxaca, i den sydöstra delen av landet, 300 km sydost om huvudstaden Mexico City. Villa de Etla ligger 1 666 meter över havet och antalet invånare är 7 327.
Terrängen runt Villa de Etla är varierad. Runt Villa de Etla är det mycket tätbefolkat, med 2 431 invånare per kvadratkilometer. Närmaste större samhälle är Oaxaca de Juárez, 17,5 km sydost om Villa de Etla. Omgivningarna runt Villa de Etla är en mosaik av jordbruksmark och naturlig växtlighet.